# Фоновий шум Інтернету
Фоновий шум Інтернету (IBN, також відомий як фонове випромінювання Інтернету, за аналогією з природним фоновим випромінюванням) складається з пакетів даних в Інтернеті, які адресовані IP-адресам або портам, де немає мережевого пристрою, налаштованого для їх отримання. Мережеві телескопи слідкують за фоновим випромінюванням Інтернету.
Ці пакети часто містять небажані комерційні або мережеві контрольні повідомлення, зворотне розсіювання, сканування портів і дії хробаків .
Менші пристрої, такі як DSL-модеми, можуть мати жорстко закодовану IP-адресу для пошуку правильного часу за допомогою мережевого протоколу часу . Якщо з якоїсь причини жорстко закодований NTP-сервер більше не доступний, несправне програмне забезпечення може повторювати невдалі запити щосекунди, що, у разі задіяння багатьох пристроїв, призводить до значного обсягу непотрібного трафіку запитів.

## Історичний контекст
В перші 10 років Інтернету, фонового шуму було дуже мало, але з його комерціалізацією у 1990-х роках фактор шуму став постійною особливістю.
Хробак під назвою Conficker був відповідальним у 2010 році  за велику кількість фонового шуму, створюваного вірусами, які шукають нових жертв. Проте, окрім зловмисних дій, джерелами фонового шуму також є неправильно налаштоване апаратне забезпечення та витоки з приватних мереж. 

## 2000-і роки
Станом на листопад 2010 року оцінюється, що кожної секунди генерується 5,5 гігабіт (687,5 мегабайт) фонового шуму. 
На початку 2000-х також було підраховано, що користувач комутованого модему втрачає близько 20 біт за секунду їх пропускної здатності до небажаного трафіку.  За останнє десятиліття рівень фонового шуму для адресного блоку IPv4 /8 (який містить 16,7 мільйонів адрес) збільшився з 1 до 50 Мбіт/с (від 1 КБ/с до 6,25 МБ/с ). Новий протокол IPv6, який має набагато більший адресний простір, ускладнить сканування портів вірусами, а також обмежить вплив неправильно налаштованого обладнання. 
Фоновий шум Інтернету використовувався для виявлення значних змін в Інтернет-трафіку та зв'язку під час політичних заворушень 2011 року з блоків IP-адрес, геолокованих в Лівії.
Зворотне розсіювання — це термін, який ввів Верн Паксон для опису фонового шуму Інтернету, який виникає внаслідок DDoS- атаки з використанням кількох підроблених адрес.  Цей шум зворотного розсіювання використовується мережевими телескопами для непрямого спостереження масштабних атак в реальному часі.